# Ілька (станція)
Ілька (рос. Илька) — станція Улан-Уденського регіону Східносибірської залізниці Росії, розташована на дільниці Заудинський — Каримська між станціями Челутай (відстань — 9 км) і Новоільїнський (14 км). Відстань до ст. Заудинський — 72 км, до ст. Каримська — 573 км.